# 1344
Évszázadok: 13. század – 14. század – 15. század
Évtizedek: 1290-es évek – 1300-as évek – 1310-es évek – 1320-as évek – 1330-as évek – 1340-es évek – 1350-es évek – 1360-as évek – 1370-es évek – 1380-as évek – 1390-es évek
Évek: 1339 – 1340 – 1341 – 1342 –  1343 – 1344 – 1345 – 1346 – 1347 – 1348 – 1349

## Események

### Határozott dátumú események
- augusztus 9.
  - Galhard de Carceribus titeli prépost kerül a csanádi püspöki székbe.
  - Büki István csanádi püspök kerül a veszprémi püspöki székbe.

### Határozatlan dátumú események
- VI. Kelemen pápa Erzsébet magyar királyné közbenjárására nápolyi királlyá koronázza András herceget I. Lajos magyar király öccsét, mint Johanna királynő férjét.
- III. Jóannészt apja, I. Mikhaél, aki másodszor lép trónra, követi a Trapezunti Császárságban (1349-ig uralkodik).

## Születések
- Aragóniai Konstancia, az aragón trón örököse, Szicília (Trinacria) királynéja († 1363)

## Halálozások
- június 19. után – Aragóniai Konstancia szicíliai királyi hercegnő, özvegy ciprusi és örmény királyné (* 1306)